# Otto-Kurt Laag
Otto-Kurt Laag (* 14. März 1897 in Minden; † 27. November 1971 in Minden) war ein deutscher Lehrer und Heimatforscher.

## Leben
Als Sohn des Mittelschullehrers Hermann Laag besuchte Otto-Kurt Laag nach der Schule die Präparandie und das Lehrerseminar in Petershagen. Ab 1916  war er bis   Kriegsende Soldat mit Teilnahme an einem Offiziersaspiranten-Lehrgang 1917. Danach beendete er seine Berufsausbildung am Lehrerseminar in Soest mit der 1. Prüfung für das Lehramt an Volksschulen.
Er begann seinen Dienst in Todtenhausen bei Minden, legte 1923 seine 2. Lehrerprüfung ab sowie 1928 die Mittelschullehrerprüfung und wurde zum 1. Januar 1931 nach Minden versetzt. Im Zweiten Weltkrieg leistete er Wehrdienst bis 1941 mit Entlassung als Feldwebel, um dann wieder als Lehrer zu wirken.
Als 1951 der Leiter Max Matthey des Mindener Museums starb, übernahm Otto-Kurt Laag die Leitung dieses Museums neben seinem Beruf als Lehrer und ab 1954 hauptberuflich, wobei er tatkräftig für die Museumserweiterung sorgte. Am 31. März 1962 wurde er zwar offiziell pensioniert, aber er behielt die Leitung und Betreuung des Museums weiter in den Händen bis zum Amtsantritt seines Nachfolgers am 1. Oktober 1964.
Seit 1923 war Otto-Kurt Laag Mitglied des Mindener Geschichtsvereins, und er beteiligte sich wiederholt an Ausgrabungsarbeiten von Friedrich Langewiesche. 1932 wurde er zum ehrenamtlichen Pfleger für die kulturgeschichtlichen Bodenaltertümer ernannt, und später wurde er in die Altertumskommission im Provinzialinstitut für westfälische Landes- und Volkskunde berufen. Am 18. August 1948 wurde er Naturschutzbeauftragter für den Kreis Minden. Für seine besonderen Verdienste um die Sammlung und die Erforschung der Zeugnisse Mindener Geschichte wurde ihm am 24. März 1971 die Ehrenmitgliedschaft des Mindener Geschichtsvereins verliehen.